# IRIS (телескоп)
Interface Region Imaging Spectrograph (IRIS) е космически апарат за изследване на Слънцето. Неговата главна цел е да даде обяснение за това как се подхранва слънчевата атмосфера с енергия, както и за нейния физически състав. Методът на изследване комбинира цифрово моделиране посредством ултравиолетов спектрограф с висока резолюция. Успешно изведен е в орбита на 27 юни, 2013 г. чрез ракета „Пегас-XL“, изстреляна от специално оборудвания самолет „L-1011“.
IRIS ще бъде разположен на 640 км над земната повърхност, в орбита позволяваща му непрекъснато наблюдение на най-близката звезда. Ще бъде фокусиран върху 1% от нейната обхватност, като планирания му срок на работа е 2 години.
Разходите за проекта, както и неговото извеждане в космоса се оценяват на 145 млн. долара.
Дължината на телескопа е 1,2 m, а теглото – 183 kg. Той ще осигурява снимки с висока резолюция в ултравиолетовия спектър, фокусиран в хромосферата. Това е регионът, в който енергията напускаща слънцето се превръща в горещина и радиация. Чрез проследяването на този поток от енергия през слънчевата корона и хелиосферата, ще бъде изпълнена целта, да бъдат запълнени празноти в изследването на взаимодействието между нашата планета и нейната звезда.
| Данни                      | Данни                              |
| -------------------------- | ---------------------------------- |
| Оператор                   | НАСА                               |
| Продължителност на мисията | 2 години                           |
| Производител               | Локхийд Мартин                     |
| Дата на изстрелване        | 27 юни 2013 г., 02:27:46 UTC       |
| Място на излитане          | Старгейзър, военна база Ванденберг |
| Перигей                    | 620 км                             |
| Апогей                     | 670 км                             |